# 7-ма танкова дивізія (Третій Рейх)
7-ма та́нкова диві́зія (Третій Рейх) (нім. 7. Panzer-Division) — танкова дивізія Вермахту в роки Другої світової війни. Брала участь у бойових діях у Франції та на Східному фронті.

## Історія
7-ма танкова дивізія сформована 18 жовтня 1940 на базі 2-ї легкої дивізії Вермахту.

## Райони бойових дій та дислокації дивізії
- Німеччина (жовтень 1939 — травень 1940);
- Франція (травень 1940 — січень 1941);
- Німеччина (лютий — червень 1941);
- Східний фронт (центральний напрямок) (червень 1941 — травень 1942);
- Франція (травень 1942 — лютий 1943);
- Східний фронт (південний напрямок) (лютий 1943 — серпень 1944);
- Східний фронт (північний напрямок) (серпень 1944 — січень 1945);
- Польща та Німеччина (січень — травень 1945).

## Командування

### Командири
- генерал-лейтенант Георг Штумме (нім. Georg Stumme) (18 жовтня 1939 — 14 лютого 1940);
- генерал-майор Ервін Роммель (нім. Erwin Rommel) (15 лютого 1940 — 13 лютого 1941);
- генерал-майор, з 6 червня 1941 генерал-лейтенант барон Ганс фон Функ (нім. Hans Freiherr von Funck) (14 лютого 1941 — 18 листопада 1942);
- оберст Ніколаус фон Форманн (нім. Nikolaus von Vormann) (19 листопада — 8 грудня 1942), ТВО;
- генерал-лейтенант барон Ганс фон Функ (9 грудня 1942 — 16 серпня 1943);
- оберст Вольфганг Глеземер (нім. Wolfgang Gläsemer) (17 — 22 серпня 1943), ТВО;
- генерал-майор Гассо фон Мантойфель (нім. Hasso von Manteuffel) (23 серпня 1943 — 1 січня 1944);
- генерал-майор Адальберт Шульц (нім. Adalbert Schulz) (1 — 28 січня 1944);
- оберст Вольфганг Глеземер (28 — 30 січня 1944), ТВО;
- оберст, з 1 квітня 1944 генерал-майор, доктор Карл Маус (нім. Karl Mauss) (31 січня — 2 травня 1944);
- оберст, згодом генерал-майор Гергард Шмідгубер (нім. Gerhard Schmidhuber) (2 травня — 9 вересня 1944);
- генерал-майор, доктор Карл Маус (9 вересня — 31 жовтня 1944);
- генерал-майор Гельмут Медер (нім. Hellmuth Mäder) (31 жовтня — 30 листопада 1944);
- генерал-майор, доктор стоматології Карл Маус (30 листопада 1944 — 5 січня 1945);
- генерал-майор Макс Лемке (нім. Max Lemke) (5 — 23 січня 1945);
- генерал-лейтенант, доктор Карл Маус (23 січня — 25 березня 1945);
- оберст Ганс Крістерн (нім. Hans Christern) (25 березня — 8 травня 1945).

## Нагороджені дивізії
Нагороджені Сертифікатом Пошани Головнокомандувача Сухопутних військ для військових формувань Вермахту
- 3 липня 1942 — 7-ма танкова дивізія за бойові заслуги під час вторгнення в СРСР 22 червня 1941 (007);

Нагороджені Сертифікатом Пошани Головнокомандувача Сухопутних військ для військових формувань Вермахту за збитий літак противника
- - 16 серпня 1943 — 2-га батарея 42-го протитанкового дивізіону за дії 5 березня 1943 (358);
  - 1944 — 5-та танкова рота 25-го танкового полку за дії 1 серпня 1944 (578).

Нагороджені дивізії
|  | Кавалери Нагрудного знаку ближнього бою в золоті                                                           | 2 |
|  | Кавалери Золотого Німецького Хреста                                                                        | 116 |
|  | Кавалери Срібного Німецького Хреста                                                                        | 8 |
|  | Кавалери Лицарського хреста Залізного хреста з Дубовим листям, Мечами та Діамантами                        | 2 (№ 9 оберст Адальберт Шульц — 14.12.1943 № 26 генерал танкових військ Карл Маус — 15.04.1945) |
|  | Кавалери Лицарського хреста Залізного хреста з Дубовим листям та Мечами                                    | 3 (№ 33 оберст-лейтенант Адальберт Шульц — 06.08.1943 № 50 генерал-майор Гассо фон Мантойфель — 22.02.1944 № 101 генерал-майор Карл Маус — 23.10.1944) |
|  | Кавалери Лицарського хреста Залізного хреста з Дубовим листям                                              | 6 (№ 10 генерал-лейтенант Ервін Роммель — 20.03.1941 № 47 гауптман Адальберт Шульц — 31.12.1941 № 244 майор Ріхард Грюнерт — 17.05.1943 № 278 генерал-лейтенант Ганс фон Функ — 22.08.1943 № 332 генерал-майор Гассо фон Мантойфель — 23.11.1943 № 754 лейтенант Ганс-Бабо фон Рор — 24.02.1945) |
|  | Кавалери Лицарського хреста Залізного хреста                                                               | 47 (у тому числі 1 непідтверджене) |
|  | Кавалери Почесної застібки Сухопутних військ «Почесна застібка на орденську стрічку для Сухопутних військ» | 35 |

- Нагороджені Сертифікатом Пошани Головнокомандувача Сухопутних військ (12)
- Нагороджені Сертифікатом Пошани Головнокомандувача Сухопутних військ за збитий літак противника (1)

## Бойовий склад 7-ї танкової дивізії
- штаб дивізії
- 25-й танковий полк [Panzer-Regiment 25]
- 66-й танковий батальйон [Panzer-Abteilung 66] - до березня 1942
- 7-ма мотопіхотна бригада (Schutzen-Brigade 7):
  - 4-й мотопіхотний полк [Schutzen-Regiment 4]
  - 7-й мотоциклетний батальйон [Kradschutzen-Bataillon 7]
  - 705-та важка артилерійська рота [Schwere Infanterie-Geschutz-Kompanie 705]
- 78-й артилерійський полк [Artillerie-regiment 78]
- 37-й розвідувальний батальйон [Aufklarungs-Abteilung 37]
- 42-й винищувально-протитанковий дивізіон [Panzerjager-abteilung 42]
- 58-й саперний батальйон [Pionier-bataillon 58]
- 83-й батальйон зв'язку [Nachrichten-abteilung 83]
- 58-й інтендантський загін [Panzer-Nachschubtruppen 58]
- 78-й польовий запасний батальйон [Feldersatz-Bataillon 78]

- 25-й танковий полк
- 6-й танково-гренадерський полк [Panzer-grenadier-regiment 6]
- 7-й танково-гренадерський полк [Panzer-grenadier-regiment 7]
- 78-й артилерійський полк [Panzer-artillerie-regiment 78]
- 7-й розвідувальний батальйон [Panzer-Aufklärungs-Abteilung 7]
- 296-й зенітний дивізіон [Heeres-Flak-Artillerie-Abteilung 296]
- 42-й винищувально-протитанковий дивізіон [Panzerjager-abteilung 42]
- 58-й саперний батальйон [Panzer-pionier-bataillon 58]
- 83-й батальйон зв'язку [Panzer-Nachrichten-Abteilung 83]
- 58-й польовий запасний батальйон [58. Feldersatz Battalion]

## Дивізія в поп-культурі
Шведський павер-метал гурт Sabaton присвятив дивізії одну із своїх пісень.